# 托马斯·霍奇金
托马斯·霍奇金（Thomas Hodgkin，1798年8月17日—1866年4月5日）是英国医生，毕业于爱丁堡大学医学院，后来任教盖伊医院，被认为是他那个时代最杰出的病理学家之一，也是预防医学的先驱。他最出名的是在 1832 年首次报道一种叫“霍奇金病”的淋巴瘤和血液病。霍奇金的工作标志着病理学家积极参与临床过程的时代的开始。他是盖伊医院“三杰”——托马斯·艾迪生和理查德·布莱特的同时代人。